# لیتون میستر
لیتون میستر (انگلیسی: Leighton Meester؛ زادهٔ ۹ آوریل ۱۹۸۶) یک هنرپیشه، و خواننده اهل ایالات متحده آمریکا است. وی از سال ۱۹۹۹ میلادی تاکنون مشغول فعالیت بوده‌است.
از فیلم‌ها یا برنامه‌های تلویزیونی که وی در آن نقش داشته‌است می‌توان به دختر سخن‌چین، مونته کارلو، هم‌اتاقی، شب قرار، قدرت موسیقی کانتری، به یاد داشته باشید، فیلم قاتل و اژدهای پدرم اشاره کرد.